# Aleksandr Nekrasov
|  | No s'ha de confondre amb Alexander Nekrasov, polític rus. |

Aleksandr Nekrasov   (Moscou, 27 de novembre de 1883 (Julià) - Moscou, 21 de maig de 1957) va ser un matemàtic, físic i enginyer soviètic.

## Vida i Obra
Nekrasov va néixer a Moscou en la família d'un empleat. El 1901, va acabar els estudis secundaris a Moscou amb una medalla d'or i va ingressar al departament de matemàtiques de la Facultat de Física i Matemàtiques de la universitat de Moscou, en la qual es va graduar el 1906 amb un diploma de primer grau en astronomia i geodèsia. El mateix any, va rebre una medalla d'or per a un assaig sobre el tema: “La teoria de les llunes de Júpiter” i es va quedar a la universitat per preparar-se per a activitats científiques i docents al Departament d'Astronomia i Geodèsia.
Després de graduar-se, i fins al 1917, va ensenyar matemàtiques i física en diverses escoles secundàries femenines de Moscou. En el període 1909-1911 va aprovar els exàmens de màster en dues especialitats: astronomia i mecànica. El 1913 va obtenir l'habilitació docent a la universitat de Mosocu. Des de llavors va començar a donar classes al departament de matemàtiques de la Facultat de Física i Matemàtiques.
El 1917, va ser nomenat professor associat de la Universitat de Moscou, i el 1918, professor titular de mecànica teòrica de l'Institut Politécnic Ivanovo-Voznesensky (actual Universitat Estatal de Ivanovo), en el qual va ser el degà de la Facultat d'Enginyeria Civil, i posteriorment el rector de l'institut. El 1922, va tornar a la Universitat de Moscou i, el mateix any, va rebre el premi Jukovski pel seu treball "Sobre les onades d'estat estacionari a la superfície d'un líquid pesant". Simultàniament, també va ser professor a l'Escola Tècnica Superior de Moscou, a l'Institut de l'Aviació de Moscou i a l'Acadèmia de la Força Aèria, a més, de tenir algun càrrec a la comissió d'ensenyament de la república soviètica federativa de Rùssia.
Del 1929 al 1938, Nekrasov va treballar al Institut Central Aerohidrodinàmica, com cap adjunt de recerca.
El 1938 va ser condemnat sense raó (en el cas de Andrei Túpolev) a 10 anys de presó en virtut de l'article 58 del Codi penal. Des del gener de 1938 fins a l'agost de 1943 va estar internat a la Central-29 del NKVD. Alliberat el 1943, abans del previst, va patir d'asma greu.
Des de 1943, va ser cap del Departament de Mecànica Teòrica de la Universitat de Moscou. Al mateix temps, va ser el cap de l'equip teòric i de disseny de l'Oficina de Disseny Experimental. Des del 1945 va ser responsable del departament de mecànica de l'Acadèmia Soviètica de Ciències. Va ocupar aquests llocs fins pocs dies abans de la seva mort.
Nekrasov va rebre nombrosos premis i guardons pels seus treballs científics. Des de 1911 fins a 1953 va escriure una setantena d'articles científics, la majoria dels quals en el camp de la dinàmica de fluids.